# Godzina z Hanna-Barbera
Godzina z Hanną-Barberą lub Spotkanie z Hanną-Barberą (ang. Hanna Barbera Hour / Hanna Barbera Rocket, 1990–1996) – amerykański blok programowy przeznaczony dla dzieci w wieku od 3 do 9 lat. Światowa premiera - listopad 1990 roku, polska premiera - 5 lipca 1992 roku.

## Emisja programu
W USA blok programowy pojawił się po raz pierwszy w listopadzie 1990 roku. Natomiast w Polsce pojawił się w niedzielę, 5 lipca 1992 roku na antenie TVP2. Odbiorcami bloku byli chłopcy i dziewczynki w wieku przedszkolnym i wczesnoszkolnym. Początkowo nadawano go w niedziele, w późniejszym czasie zmieniono dzień emisji na sobotni poranek. Był emitowany w polskiej wersji lektorskiej. W rolę lektora wcielił się Janusz Szydłowski, a podczas jego choroby Maciej Gudowski. W lipcu 1996 roku w Stanach Zjednoczonych blok programowy został zdjęty z ramówki z powodu niskiej oglądalności. W Polsce blok ten pojawił się na antenie TVP2 po raz ostatni wiosną 1998 r., same seriale zaś dalej były emitowane (już z dubbingiem) w bloku "Kino Bez Rodziców" pod nazwą Hanna-Barbera w Dwójce do 29 maja 2004 roku.
W Ameryce Łacińskiej na kanale Tooncast w latach 2008–2019 emitowano blok o takiej nazwie. Wśród emitowanych kreskówek były między innymi Miś Yogi, Pies Huckleberry, Odlotowe wyścigi czy Kocia ferajna.

## Seriale emitowane w bloku
- Scooby Doo, gdzie jesteś?
- Augie Piesek i pies Tata (z dubbingiem od listopada 1998 roku)
- Dink, mały dinozaur
- Scooby-Doo i nowe tajemnice
- Droopy, detektyw pies
- Don Kojote i Sancho Panda
- Scooby Doo
- Flintstonowie (z dubbingiem od 7 marca 1998 r.)
- Miś Yogi (z dubbingiem od września 1998 roku)
- Pies Huckleberry (z dubbingiem od lipca 1999 roku)
- Jetsonowie (z dubbingiem od 19 lutego 2000 r.)
- Pixie i Dixie (z dubbingiem od kwietnia 1999 roku)
- Goryl Magilla (z dubbingiem od grudnia 1998 roku)
- Gang Yogiego
- Nowy Show Misia Yogi
- Wally Gator
- Kot Tip-Top (z dubbingiem od maja 1998 roku)
- Godzilla
- Dzieciństwo Flintstonów
- Kapitan Jaskiniowiec
- Tom i Jerry (z dubbingiem od 23 września 2000 r.)

## Wersja polska
Wersja polska: Studio Opracowań Filmów w Warszawie/Telewizja Polska
Tekst: Barbara Włodarek

Lektor: Janusz Szydłowski